# Sant Antoni
Sant Antoni (« Saint Antoine » en catalan) est un quartier de Barcelone du district de l'Eixample(Catalogne, Espagne), situé entre El Raval (district de la Vieille Ville de Barcelone), la Dreta de l'Eixample, l'Antiga Esquerra de l'Eixample, la Nova Esquerra de l'Eixample, le parc de Montjuïc et la zone Franca-Port (district de Sants-Montjuic), connu pour son marché.

## Géographie
Il est situé dans le second district de Barcelone, l'Eixample. Le quartier ressemble à un triangle: au nord du quartier, on trouve la place de l'université et l'université. Au sud-est, la place de la Bella Dorita. Au sud-ouest, la place d'Espanya.

## Marché

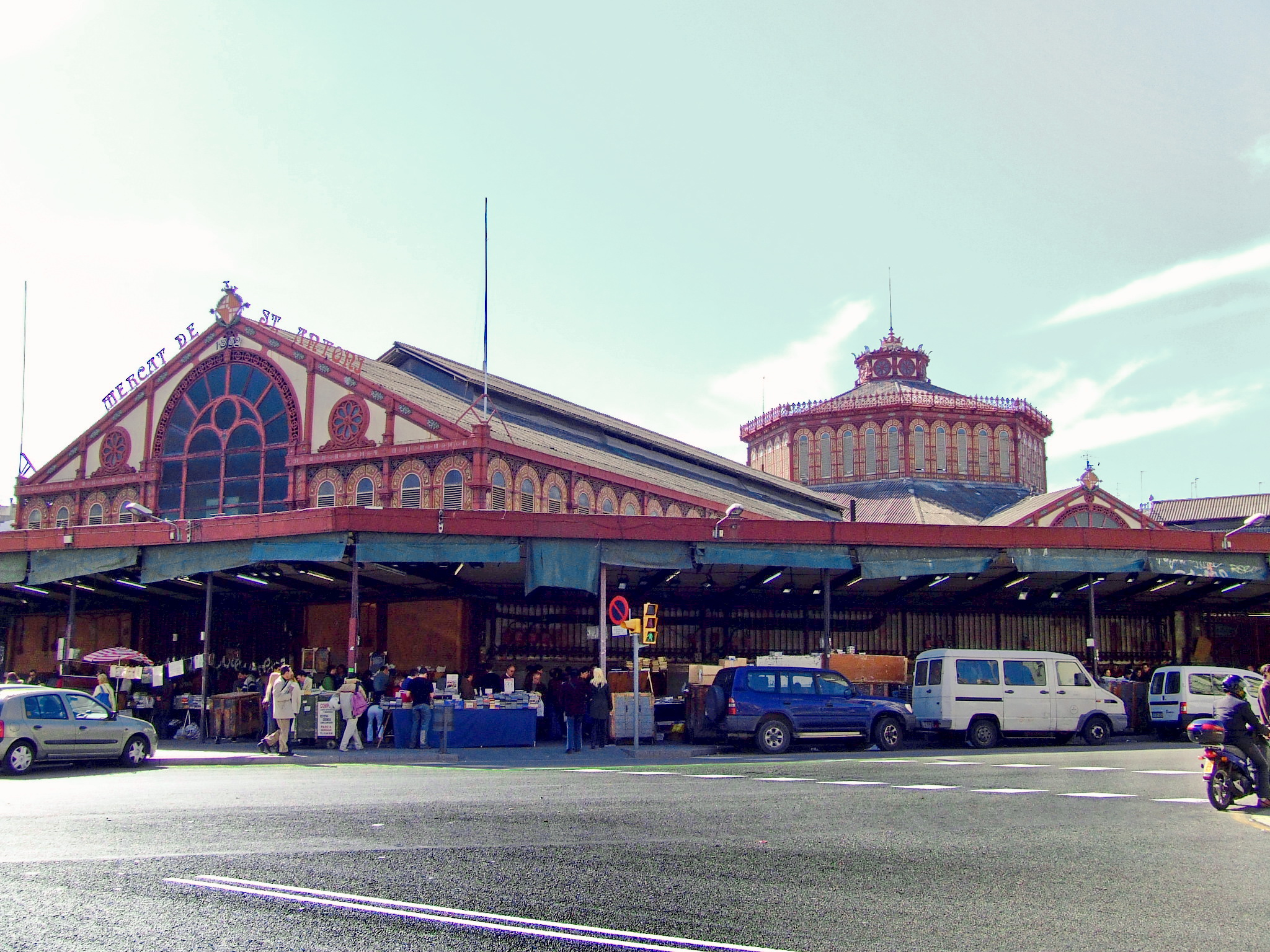
Le marché de Sant Antoni.

Le quartier est connu pour le Marché de Sant Antoni, un marché alimentaire dont le bâtiment rénové a été ré-ouvert au public en 2018.
Le lieu est célèbre pour avoir accueilli la boutique de la résistante Conxa Pérez Collado.
Conçu au XIXe siècle comme un marché hors les murs par l'architecte Antoni Rovira i Trias, c'est le plus grand marché de Barcelone.

## Histoire
Des fouilles archéologiques menées en 2007-2012, en vue de la rénovation du marché, ont retrouvé une grande partie du système défensif du XVIIe siècle (bastion, fossé, escarpement, chemin couvert et glacis) ainsi que les restes d'une ferme du XVIe siècle. Les archéologues ont également pu localiser le tracé de la voie romaine dans les niveaux romains sous-jacents  et surtout un axe de centuriation de l'ager de Barcino, la colonie à l'origine de Barcelone.

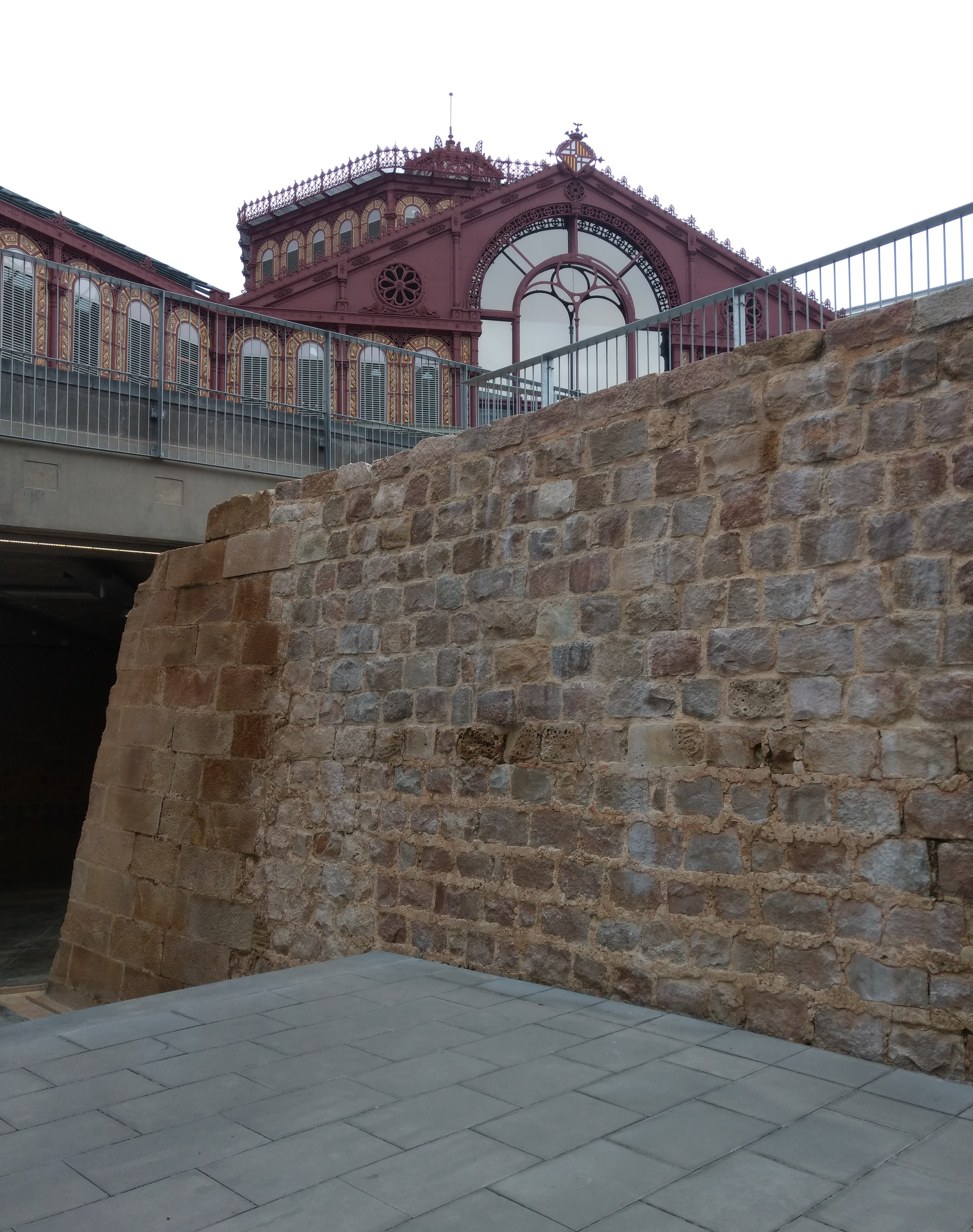
Bastion du XVIIe siècle retrouvé sous le marché.
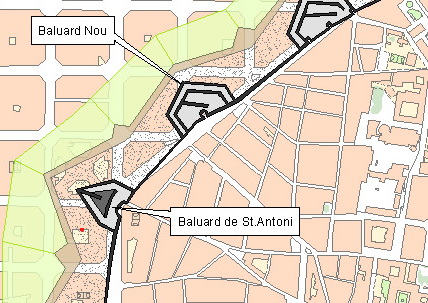
Localisation des fortifications dans la trame urbaine.

## Personnalités liées au quartier
- Conxa Pérez Collado (1915-2014), personnalité anarchiste et militaire républicaine de la guerre d'Espagne, a longtemps tenu une boutique après guerre, dans le marché de Sant Antoni.